# Operator Please
Operator Please är ett indierockband från Gold Coast, Australien, bildat 2005. Bandet utgav sin debut-EP 2006 och efter att ha fått skivkontrakt hos Virgin Records släppte de sitt debutalbum 2007.
Bandet löstes upp år 2011 och hade år 2019 inga planer på att åteförenas.

## Bandmedlemmar
- Amandah Wilkinson (sång/gitarr)
- Taylor Henderson (fiol)
- Ashley McConnell (elgitarr)
- Tim Commandeur (trummor)
- Chriss Holland (keyboard)

## Diskografi
EP
- 2006: On the Prowl
- 2007: Cement Cement

Album
- 2007: Yes Yes Vindictive AUS #28
- 2009: TBA

Singlar
- 2007: "Get What You Want"
- 2007: "Crash Tragic"
- 2007: "Get What You Want" AUS #27, UK #121
- 2007: "Leave It Alone" #62, UK #133
- 2007: "Just a Song About Ping Pong" AUS #12
- 2008: "Two for My Seconds" AUS #93